# سگ‌دو (فیلم ۲۰۰۱)
سگ‌دو (انگلیسی: Rat Race) یک فیلم کمدی به کارگردانی جری زاکر است که در سال ۲۰۰۱ منتشر شد.

## خلاصه داستان
گروهی به‌طور اتفاقی انتخاب می‌شوند تا در یک مسابقهٔ دیوانه‌وار که آن را یک صاحب کازینوی ثروتمند، دانلد سینکلر، ترتیب داده، شرکت کنند: هر کس که زودتر از بقیه فاصلهٔ ۵۶۳ مایلی لاس وگاس تا سیلور سیتی نیو مکزیکو را طی کند، برندهٔ دو میلیون دلار جایزه خواهد شد.

## بازیگران
- جان کلیز - دونالد سینکلر
- برکین مایر - نیک شیفر
- ایمی اسمارت - تریسی فاست
- روآن اتکینسون - انریکو پولینی
- کوبا گودینگ جونیور - اوون تمپلتون
- ووپی گلدبرگ - ورا بیکر
- ست گرین - دوین کودی
- جان لاویتس - رندی پیر
- کتی ناجیمی - بورلی پیر
- دیو توماس - هارولد گریشام
- وین نایت - زک ملوزی